# SS Kokai Maru (1939)
Le Kokai Maru est un cargo à passagers de 3 871 tonneaux lancé en 1939 par la société Hakodate Dock Company, à Hakodate (Hokkaidō) pour la Simatani Kisen Kabushiki Kaisha.
Le navire est réquisitionné en 1941 par la marine impériale japonaise pendant la Seconde Guerre mondiale. Le 10 mars 1942, lors de l'invasion de Salamaua-Lae, le Kokai Maru est endommagé par les SBD des porte-avions de la marine américaine USS Lexington et USS Yorktown au large de Lae, en Nouvelle-Guinée.
Le 21 février 1944, dans le cadre d'un convoi au large de Nouvelle-Hanovre, le Kokai Maru est touché par des bombes d'un avion B-25 Mitchell de l'armée de l'air américaine et coule à la position approximative 2° 30′ S, 150° 15′ E.